# Chaloupka na kuří nožce

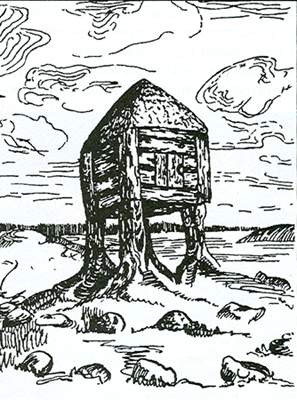
„Izba smerti“, stavba jako místo spočinutí předků, skica (1905)

Chaloupka na kuří nožce je v ruských pověstech a pohádkách obydlím Baby Jagy. Tak je tomu například ve filmu Mrazík. Ježibaba z chatky nevycházela, ale vylétávala na hmoždíři, případně odpichujíc se tloukem. Mohla vylétat dokonce i komínem.

## Etymologie
Tato chaloupka by se mohla zdát jako pouhý výmysl, ale ve skutečnosti může pocházet z hned několika typů staveb.

### Chyba přepisu

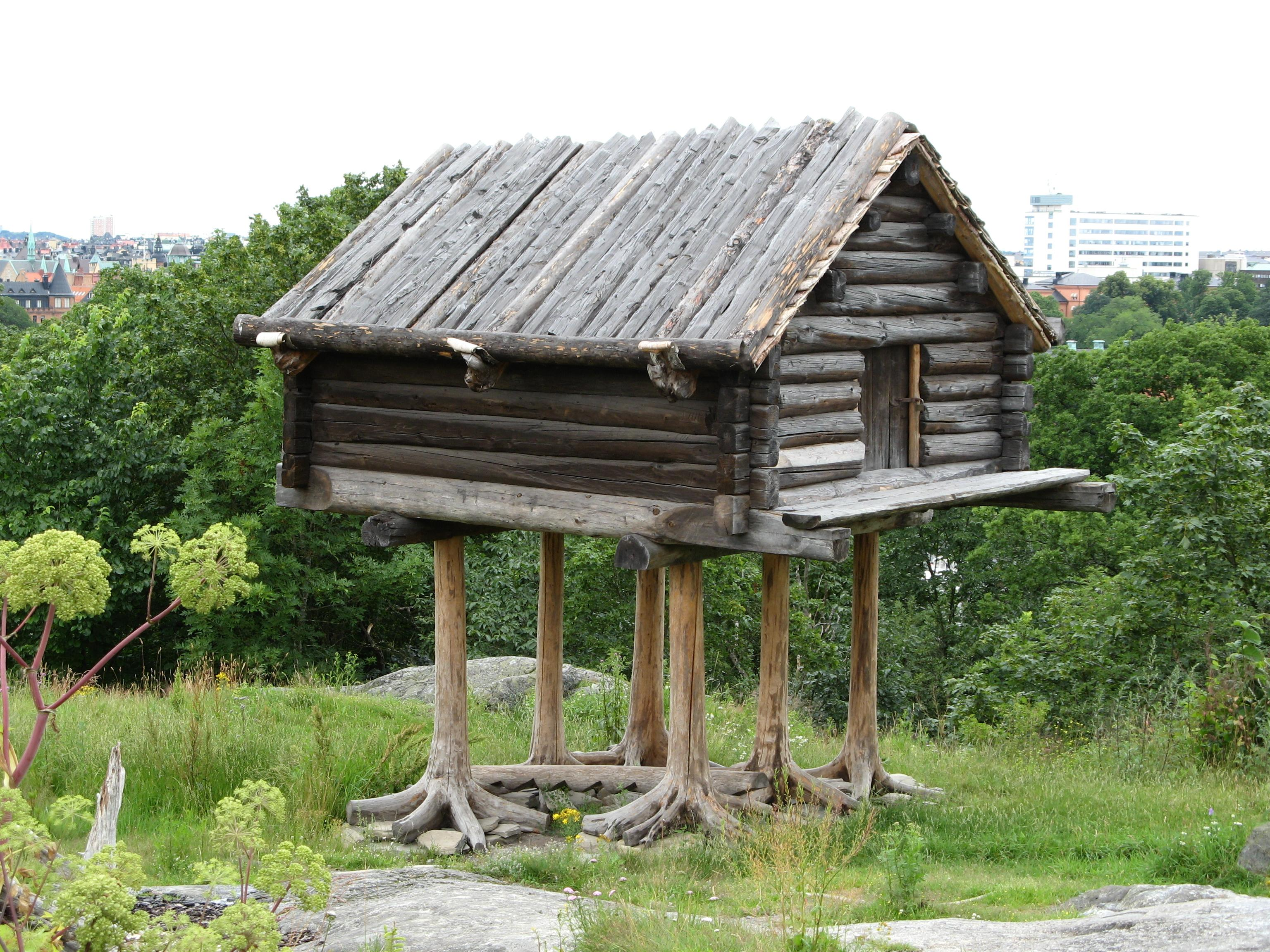
Sámská spižírna, replika stavby ve Skansenu u Stockholmu, Švédsko

Nejpravděpodobnějším původem samotného názvu „na kuří nožce“ je chyba při přepisu: Laponští Sámové totiž své sýpky stavějí právě tímto způsobem, na kůlech zakopaných do země. A aby v zemi neuhnívaly, je potřeba je opálit, tedy, při doslovném překladu, „okouřit“. A od „okouřených“ nohou je už blízko k „okuřené“ chaloupce.

#### Orientace dveřmi k lesu
Sýpka samozřejmě má dveře, ježibabě by tu ale chyběla pec: Spižírna má stejný účel jako lednička, lze pochopit úmysl stavět ji na samém okraji vesnické mýtiny, na její jižní stranu do stínu lesa, se dveřmi také do stínu, pro ochranu potravin uvnitř minimalizací vlivu horka ze slunce.

#### Volání na chaloupku
Hrdina v příběhu s chaloupkou na kuří nožce na chaloupku volá, aby ji otočil k sobě.

### Zásobárny na Sibiři
Název také může pocházet ze Sibiře, kde pro uchování potravin před zvěří mají sruby podobné takovéto chaloupce: Jsou bez oken i dveří a stojí na kmenech stromů neporažených hned u země, ale výše. Stromy pro tento účel musí stát dostatečně blízko u sebe. Rozsochy jejich kořenů pak připomínají pařáty kuřích nohou. Přístup dovnitř je možný pouze zespodu skrz padací dveře v podlaze. Stavění a používání takových zásobáren je populární mezi lovecko-kočovnými uralskými (ugrofinskými) a tunguskými kmeny na Urale a severozápadní Sibiři – hlavně u Komiů, Mansiů, Chantů, Selkupů, lesních Něnců a Evenků.

### Způsob pohřbívání
Tyto konstrukce také mohly u dávných Slovanů sloužit pro pohřební účely nebo i kremaci: V roce 1948 ruští archeologové Jefimenko a Treťjakov našli chatky podobného typu se stopami po kremaci a kruhovým plůtkem kolem.
Důvodů pro vznik zvyku pohřbívat nad zem, místo pod ní, může být více:
- Kamenitý anebo zamrzlý kraj:
  - chudý národ bez dostatečných nástrojů, kopání by bylo příliš náročné,
  - chaloupku lze postavit přes léto, pak použít i pro pohřby v zimě a navíc opakovaně,
  - nelze kopat vůbec nebo dostatečně hluboko, tedy jako ochrana před zvěří, která by hroby zase odkryla.
- Oblast záplav, voda by hroby vyplavila, tedy ochrana před velkou vodou. Naopak živí takovou ochranu nepotřebují, mohou utéci.
- Kulturní zvyk své mrtvé navštěvovat a třeba se i starat o jejich posmrtné pohodlí.

Pohřbívání do nadzemních „chaloupek“ se dochovalo až do 20. stol. u některých etnik Sibiře, zvláště Nanajců, Udegejců, Evenků (ti říkali nadzemnímu hrobu nuku) a Jakutů (ti ho označovali jako arangas). V mýtech sibiřských národů jsou staré, zapomenuté pohřební plošiny strašidelnými místy, kde se zjevují démoni a zlí duchové a vyrábí si ozdoby z lidských kostí. Všeobecně známý je tento způsob pohřbívání u severoamerických indiánů.

### Svatyňky bůžků
Podobné chatky stavěli domorodí Sibiřané, zejména Mansiové a Chantové, pro ukládání sošek duchů, božstev a předků svých  klanů. V době stalinismu bylo mnoho podobných svatyněk zničeno příslušníky NKVD v rámci tažení proti šamanismu a „pověrám“. Sošky byly zhotovené z kamene, dřeva, kosti, vzácně snad i z drahých kovů a zabalené do oblečků z kožešin a drahých látek. Při obřadech je šamani vyjímali a „krmili“ mlékem, tukem nebo krví obětního zvířete.

### U křižovatky
Význam „kuří nožka“ se také může vztahovat k jejím třem prstům: přeneseně tedy k pohledu hrdiny na křižovatku před ním a jeho třem možnostem další cesty. „Chaloupka na kuří nožce“ by pak znamenala chaloupku u křižovatky.

## V moderní kultuře
- Hellboy (komiks)
- a mnoho jiných…